# Cord-Friedrich Berghahn
Cord-Friedrich Berghahn (né en 1969 à Detmold) est professeur auxiliaire de littérature allemande moderne à l'Université technique de Brunswick, président de l'Académie Lessing (de) et du réseau Israel-Jacobson, et rédacteur en chef de la Germanisch-Romanische Monatsschrift (de).

## Carrière
Cord-Friedrich Berghahn étudie l'allemand et l'anglais à l'Université technique de Berlin et obtient son diplôme en 1998 avec le premier examen d'État. Juste un an plus tard, il obtient son doctorat avec une thèse sur les derniers travaux de Moses Mendelssohn. De 2000 à 2004, il est assistant scientifique à la TU Brunswick puis employé scientifique. Il est habilité en 2009 avec une étude sur l'autonomie dans la littérature et la culture autour de 1800. L'Académie Lessing de Wolfenbüttel l'élit président en 2012. Berghahn est porte-parole du conseil consultatif scientifique de la Fondation Moses-Mendelssohn pour la promotion des sciences humaines de Dessau depuis 2013. La TU Brunswick le nommé professeur auxiliaire de littérature allemande moderne en 2016. Un an plus tard, Berghahn est accepté dans la classe des sciences humaines de la Société scientifique brunswickoise (de). En 2020, il est élu président du réseau Israel-Jacobson, dont il est membre fondateur. Berghahn est le principal rédacteur en chef du Germanisch-Romanische Monatsschrift depuis 2021.

## Recherche
Depuis sa thèse, les Lumières juives du Saint-Empire au XVIIIe siècle au centre des activités de recherche de Berghahn. Sur Moses Mendelssohn et Gotthold Ephraim Lessing, il présente un grand nombre de publications, de contributions à des manuels et d'articles d'encyclopédie. Il s'intéresse également à la littérature et à la culture de l'ère Goethe, en particulier Karl Philipp Moritz et Ludwig Tieck, mais aussi Wilhelm von Humboldt, Goethe et Schiller. Berghahn examine également les interactions entre littérature, architecture et esthétique, par exemple dans le cas de Friedrich Gilly, Karl Friedrich Schinkel et Wilhelm von Humboldt. De plus, il s'intéresse à la relation entre poésie et musique, en particulier aux concepts de théâtre musical de Richard Wagner et Richard Strauss. Avec des travaux sur Walter Benjamin, Ricarda Huch et Ernst Jiinger, ses recherches se prolongent jusqu'au XXe siècle.

## Travaux

### monographies
- Moses Mendelssohns „Jerusalem“. Ein Beitrag zur Geschichte der Menschenrechte und der pluralistischen Gesellschaft in der deutschen Aufklärung. Niemeyer, Tübingen 2001,  (ISBN 3-484-18161-3).
- Das Wagnis der Autonomie. Studien zu Karl Philipp Moritz, Wilhelm von Humboldt, Heinrich Gentz, Friedrich Gilly und Ludwig Tieck. Winter, Heidelberg 2012,  (ISBN 978-3-8253-5988-1).
- Émile Zola. Deutscher Kunstverlag, Berlin/München 2013,  (ISBN 978-3-4220-7209-1).

### rédactions (sélection)
- mit Heinz Ludwig Arnold: Moses Mendelssohn (= Text + Kritik Sonderband). Ed. Text + Kritik, München 2011,  (ISBN 978-3-86916-109-9).
- mit Till Kinzel (de): Johann Joachim Eschenburg und die Künste und Wissenschaften zwischen Aufklärung und Romantik. Netzwerke und Kulturen des Wissens. Winter, Heidelberg 2013,  (ISBN 978-3-8253-6091-7).
- mit Jörg Paulus und Jan Volker Röhnert (de): Geschichtsgefühl und Gestaltungskraft. Fiktionalisierungsverfahren, Gattungspoetik und Autoreflexion bei Ricarda Huch. Winter, Heidelberg 2016,  (ISBN 978-3-8253-6644-5).
- mit Imke Lang-Groth: Joachim Heinrich Campe. Dichtung, Sprache, Pädagogik und Politik zwischen Aufklärung, Revolution und Restauration. Winter, Heidelberg 2021,  (ISBN 978-3-8253-4814-4).
- mit Conrad Wiedemann (de) und Avi Lifschitz: Jüdische und christliche Intellektuelle in Berlin um 1800, Freundschaften – Partnerschaften – Feindschaften. Wehrhahn, Hannover 2021,  (ISBN 978-3-86525-825-0).
- mit Dirk Niefanger (de), Gunnar Och (de) und Birka Siwczyk: Lessing und das Judentum. Lektüren, Dialoge, Kontroversen im 20. und 21. Jahrhundert. Olms, Hildesheim/Zürich/New York 2021,  (ISBN 978-3-487-14890-8).
- mit Katrin Keßler, Ulrich Knufinke und Mirko Przystawik: Israel Jacobson (1768–1828). Studien zu Leben, Werk und Wirkung. Wallstein, Göttingen 2022,  (ISBN 978-3-8353-5145-5).
- Wilhelm von Humboldt-Handbuch. Leben – Werk – Wirkung. Metzler, Berlin 2022,  (ISBN 978-3-476-02637-8).